# Бобрів Гай
Бобрів гай — заповідне урочище.
Розташований на околиці села Бриків Кременецького району Тернопільської області, охоплює частину лісоболотного масиву в межах заплави річки Кутянка.
Оголошений об'єктом природно-заповідного фонду рішенням виконкому Тернопільської обласної ради від 30 серпня 1990 № 189. Перебуває у віданні КСП «Вільне життя».
Площа — 43 га.
Під охороною — унікальна ділянка лісоболотного масиву, що є місцем проживання, відтворення та відновлення чисельності видри річкової, лелеки чорного, занесених до Червоної книги України; бобра європейського та інших видів тварин.